# Jelena Kovtun
Jelena Kovtun (20 november 1966 in Brjansk) is een Oekraïens tafeltennisspeelster. Zij won in Praag 1986 samen met haar toenmalige landgenote Fliura Bulatova het Europees kampioenschap voor vrouwendubbels. Twee jaar later won ze met het nationale team van de Sovjet-Unie een tweede Europese titel, door het toernooi voor landenploegen te winnen.

## Sportieve loopbaan
Kovtun nam van 1986 tot en met 1996 deel aan drie EK's waarop ze vier keer een finale haalde. Twee daarvan waren in de discipline vrouwendubbel, twee in die voor landenploegen. 

De Oekraïense won haar eerste titel door samen met Bulatova het toernooi voor vrouwendubbels te winnen in 1986. In de finale versloegen ze samen Marie Hrachová en Bettine Vriesekoop. Twee jaar later plaatste het duo zich opnieuw voor de eindstrijd in Parijs 1988, maar kon het haar titel niet prolongeren tegen Csilla Bátorfi en Edit Urbán. Ook in het toernooi voor landenploegen stond Kovtun in zowel 1986 als 1988 in de EK-finale. Ditmaal won ze de titel bij haar tweede kans, nadat de eerdere naar het Hongaarse team ging, met daarin onder meer Bátorfi en Urbán.
Op wereldkampioenschappen en Europa Top-12 toernooien kon Kovtun nooit op het podium komen. Ze was er op het laatstgenoemde toernooi wel dicht bij in 1988, toen ze vierde werd. Dat was het tweede en laatste jaar dat de Oekraïense zich voor het prestigieuze evenement plaatste.

Op WK's was Kovtun van 1987 tot en met 2005 negen keer present. Haar beste prestatie zette ze neer door bij haar eerste deelname tot de laatste zestien te komen in het dubbelspeltoernooi. In het enkelspel kwam ze nooit verder dan de laatste 64 (in 1987, 1999 en 2003). De Oekraïense speelde op zowel de Olympische Zomerspelen 1988 als die van 2000. Waar ze de eerste keer nog de Sovjet-Unie vertegenwoordigde, kwam ze de tweede keer uit voor Oekraïne.